# Pentadactyla longidentis
Pentadactyla longidentis är en sjögurkeart som först beskrevs av Hutton 1878.  Pentadactyla longidentis ingår i släktet Pentadactyla och familjen svanssjögurkor. Inga underarter finns listade i Catalogue of Life.